# Кревишон
Кревишон (енгл. Crevichon) је једно од мањих острва из групе Каналских острва. Административно је део крунског поседа Гернзи.